# Song Chong-gug
Song Chong-Gug (Danyang, 20 de fevereiro de 1979) é um ex-futebolista profissional sul-coreano, que atuava como meia-defensor.

## Carreira
Song Chong-gug representou a Seleção Sul-Coreana de Futebol nas Olimpíadas de 2000.